# Rhinella proboscidea
Rhinella proboscidea é uma espécie de anfíbio da família Bufonidae. Ocorre no Brasil, no estado do Amazonas, Peru, Equador e Colômbia.
Considerada como sinônimo de Rhinella margaritifera desde 1882, foi revalidada à categoria de espécie distinta em 1990.
É a única espécie conhecida de animal que pratica a necrofilia funcional, com os machos removendo os óvulos do corpo de fêmeas mortas para fecundá-los, fazendo com que se tornem ovos viáveis. Muitas dessas fêmeas morrem durante o amplexo, fenômeno no qual diversos machos competem para se acasalar com uma única fêmea, acabando por se sobrepor sobre ela, que se afunda no corpo d'água, que acaba vindo a óbito por asfixia. Não se conhece nenhuma outra espécie de animal que apresente tal comportamento e apresentando sucesso reprodutivo, apenas alguns registros de animais se acasalando com indivíduos mortos, porém sem gerar descendência.